# 純保枠
純保枠(じゅんぽわく)とは、平準純保険料式予定事業費枠の略である。一契約についてみたときに、純保険料が一定、すなわち付加保険料も毎年一定（平準）であるとして計算した予定事業費枠であり、最もオーソドックスな予定事業費枠である。

## 算出方法
純保枠の算出方法は、蔵銀枠に対して枠修正と呼ばれる計算を行うことによることが多い。
まず、予定新契約費については、以下の算式による。
{\displaystyle \alpha _{NET}=\alpha /a_{x:m}}
予定維持費については、蔵銀枠に対して、未経過保険料に対応する予定維持費を調整して算出する。
予定集金費は、枠修正は行われず、蔵銀枠と同じである。